# Morsano di Strada
Morsano di Strada is een plaats (frazione) in de Italiaanse gemeente Castions di Strada.